# 3. HNL – Zapad 2013./14.
3. HNL – Zapad je bila jedna od pet skupina Treće HNL u sezoni 2013./14. 
 
Sudjelovalo je 15 klubova, a prvak je bila momčad Opatije. 
 
Za sezonu 2014./15. je reformirana Treća HNL, te su skupine "Zapad" i "Središte" spojene u novu skupinu "Zapad". 

## Sudionici
| | |  |
| Primorsko-goranska županija - Crikvenica – Crikvenica - Grobničan – Čavle - Halubjan – Viškovo - Krk – Krk - Naprijed – Hreljin, Bakar - Opatija – Opatija - Orijent – Rijeka - Vinodol – Novi Vinodolski | Istarska županija - Buje – Buje - Jadran – Poreč - Mladost – Fažana - Novigrad – Novigrad - Rovinj – Rovinj - Rudar – Labin Ličko-senjska županija - Nehaj – Senj |  |

## Ljestvica
| mj. | klub.                     | ut. | pob. | ner. | por. | gol+ | gol- | bod |
| --- | ------------------------- | --- | ---- | ---- | ---- | ---- | ---- | --- |
| 1.  | Opatija                   | 28  | 20   | 4    | 4    | 65   | 30   | 64  |
| 2.  | Novigrad                  | 28  | 20   | 3    | 5    | 68   | 24   | 63  |
| 3.  | Krk                       | 28  | 15   | 4    | 9    | 49   | 29   | 49  |
| 4.  | Jadran Poreč              | 28  | 13   | 6    | 9    | 50   | 39   | 45  |
| 5.  | Mladost Fažana            | 28  | 13   | 4    | 11   | 34   | 35   | 43  |
| 6.  | Orijent Rijeka            | 28  | 13   | 4    | 11   | 35   | 43   | 43  |
| 7.  | Rovinj                    | 28  | 11   | 4    | 13   | 40   | 44   | 37  |
| 8.  | Grobničan Čavle           | 28  | 10   | 7    | 11   | 44   | 50   | 37  |
| 9.  | Buje                      | 28  | 9    | 7    | 12   | 31   | 48   | 34  |
| 10. | Halubjan Viškovo          | 28  | 9    | 6    | 13   | 32   | 41   | 33  |
| 11. | Naprijed Hreljin          | 28  | 8    | 8    | 12   | 29   | 34   | 32  |
| 12. | Nehaj Senj                | 28  | 9    | 4    | 15   | 38   | 42   | 31  |
| 13. | Crikvenica                | 28  | 9    | 4    | 15   | 29   | 47   | 31  |
| 14. | Rudar Labin               | 28  | 7    | 7    | 14   | 31   | 46   | 28  |
| 15. | Vinodol (Novi Vinodolski) | 28  | 5    | 6    | 17   | 19   | 42   | 21  |

## Rezultatska križaljka
| kratica | klub                      | BUJE | CRI | GRO | HAJ | JAD | KRK | MLA | NAP | NEH | NOV | OPA | ORI | ROV | RUD | VIN |
| --- | ------------------------- | ---- | --- | --- | --- | --- | --- | --- | --- | --- | --- | --- | --- | --- | --- | --- |
| BUJE | Buje                      |      |     |     |     |     |     |     |     |     |     |     |     |     |     |     |
| CRI | Crikvenica                |      |     |     |     |     |     |     |     |     |     |     |     |     |     |     |
| GRO | Grobničan Čavle           |      |     |     |     |     |     |     |     |     |     |     |     |     |     |     |
| HAL | Halubjan Viškovo          |      |     |     |     |     |     |     |     |     |     |     |     |     |     |     |
| JAD | Jadran Poreč              |      |     |     |     |     |     |     |     |     |     |     |     |     |     |     |
| KRK | Krk                       |      |     |     |     |     |     |     |     |     |     |     |     |     |     |     |
| MLA | Mladost Fažana            |      |     |     |     |     |     |     |     |     |     |     |     |     |     |     |
| NAP | Naprijed Hreljin          |      |     |     |     |     |     |     |     |     |     |     |     |     |     |     |
| NEH | Nehaj Senj                |      |     |     |     |     |     |     |     |     |     |     |     |     |     |     |
| NOV | Novigrad                  |      |     |     |     |     |     |     |     |     |     |     |     |     |     |     |
| OPA | Opatija                   |      |     |     |     |     |     |     |     |     |     |     |     |     |     |     |
| ORI | Orijent Rijeka            |      |     |     |     |     |     |     |     |     |     |     |     |     |     |     |
| ROV | Rovinj                    |      |     |     |     |     |     |     |     |     |     |     |     |     |     |     |
| RUD | Rudar Labin               |      |     |     |     |     |     |     |     |     |     |     |     |     |     |     |
| VIN | Vinodol (Novi Vinodolski) |      |     |     |     |     |     |     |     |     |     |     |     |     |     |     |
| |                           |      |     |     |     |     |     |     |     |     |     |     |     |     |     |     |
| podebljan rezultat – utakmice od 1. do 15. kola (1. utakmica između klubova) rezultat normalne debljine – utakmice od 16. do 30. kola (2. utakmica između klubova) rezultat nakošen – nije vidljiv redoslijed odigravanja međusobnih utakmica iz dostupnih izvora rezultat nakošen i smanjen * – iz dostupnih izvora nije uočljiv domaćin susreta prekrižen rezultat – poništena ili brisana utakmica p – utakmica prekinuta 3:0 p.f. / 0:3 p.f. – rezultat 3:0 bez borbe |                           |      |     |     |     |     |     |     |     |     |     |     |     |     |     |     |

 Izvori: 